# Siktjärnen (Åre socken, Jämtland)
Siktjärnen är en sjö i Åre kommun i Jämtland och ingår i Indalsälvens huvudavrinningsområde.